# Ralf Felber
Ralf Felber (* 4. März 1954 in Ansbach; † 14. Mai 2019 in Anglet, Frankreich) war ein deutscher Kommunalpolitiker (SPD, danach parteilos). Von 1990 bis 2008 war er Oberbürgermeister der mittelfränkischen Stadt Ansbach.

## Werdegang
Nach dem Lehramtsstudium arbeitete er zunächst als Lehrer. 1984 kandidierte er auf Platz 19 der SPD-Liste und wurde in den Stadtrat gewählt. Im Mai 1990 konnte er sich in der Stichwahl gegen den CSU-Kandidaten Klaus Dieter Breitschwert durchsetzen und wurde zum Oberbürgermeister der Stadt Ansbach gewählt. In den folgenden Wahlen 1996 sowie 2002 wurde er auch von der CSU unterstützt und in seinem Amt bestätigt.
Bei der Kommunalwahl im März 2008 stellte er sich erneut zur Wahl, unterlag aber trotz Unterstützung durch die CSU in einer Stichwahl der parteilosen Kandidatin Carda Seidel.
Seit Mitte 2008 war er für die Thüga und EON AG und als Berater für das Autohaus Breitschwert in Ansbach tätig.
Felber starb während eines Aufenthalts am 14. Mai 2019 in Ansbachs französischer Partnerstadt Anglet an einem Herzinfarkt.